# Fernkälte
Fernkälte ist, analog zur Fernwärme, die Versorgung eines Verbrauchers mit Kälte über eine Fernrohrleitung. Wie bei der Fernwärme wird Wärmeenergie transportiert, jedoch in umgekehrter Richtung. Hierfür gibt es unterschiedliche Methoden.

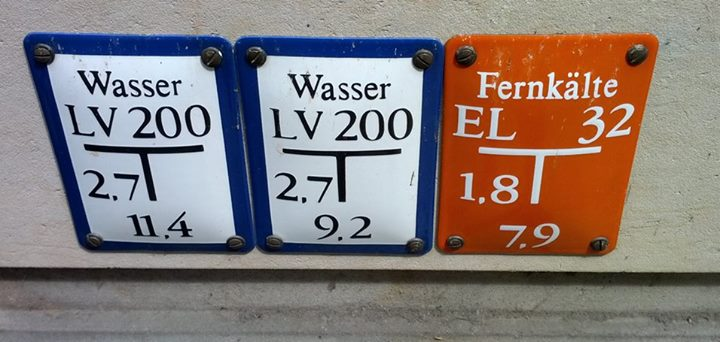
Hinweisschild Fernkälte Dresden Innenstadt

## Lieferung von kaltem Wasser
Hierbei wird in einer Kältezentrale Wasser abgekühlt und über ein wärmeisoliertes Leitungsnetz an die Verbraucher geliefert. Der "Kälteträger" Wasser kommt mit einer Vorlauftemperatur von etwa 4–6 °C an. Damit wird beim Verbraucher häufig Luft zur Klimatisierung von Räumen abgekühlt. In Wärmetauschern oder Kühlschlangen in Bauteilen von Gebäuden nimmt der Kälteträger Wärmeenergie auf, seine Temperatur steigt dabei typisch auf eine Rücklauftemperatur von 12 °C oder höher. In einer Kältezentrale wird der im Kreislauf geführte Kälteträger in einer oder mehreren Kältemaschinen wieder auf eine geeignete Vorlauftemperatur von etwa 6 °C abgekühlt.

## Nutzung von Fernwärme
In vielen mit Fernwärme versorgten Gebieten werden in Einrichtungen mit hohem Kältebedarf Absorptionskältemaschinen mit Hilfe von Fernwärme betrieben. Hierbei wird den Kunden wie im Winter heißes Wasser geliefert und erst vor Ort Kälte erzeugt. Dies ist sinnvoll, da elektrisch betriebene Klimaanlagen gerade zu Spitzenlastzeiten große Leistungen benötigen. Durch den Einsatz von Absorptionskältemaschinen können Fernwärmenetze in der wärmeren Jahreszeit somit stärker ausgelastet werden. Zugleich kann das Stromnetz an diesen warmen Tagen entlastet werden, da weniger strombetriebene Kältemaschinen benötigt werden.

## Anwendungsbeispiele
In der schwedischen Stadt Sundsvall wird das Krankenhaus im Sommer mit Fernkälte versorgt. Dort wird Schnee in einem 50.000 Kubikmeter großen Bassin gelagert, welches mit Baumrinde abgedeckt wird. Das Schmelzwasser kühlt über einen Wärmeübertrager die Fernwärmeanlage des Krankenhauses. Dieses System arbeitet so aber nicht kostengünstiger als eine Klimaanlage.
Das Deep Lake Water Cooling System ist ein Projekt, das die im Wasser des Ontariosees gespeicherte Kälte dazu benutzt, verschiedene Gebäude in Toronto mit umweltfreundlich erzeugter Kälte für die Kühlung zu versorgen.
Seit 1973 besitzt Chemnitz (damals Karl-Marx-Stadt) als zweite deutsche Stadt ein Fernkältenetz. Das etwa vier Kilometer lange von den Stadtwerken Chemnitz betriebene Netz versorgt Technische Universität, Opernhaus, Stadthalle, Amtsgericht sowie mehrere große Einkaufszentren. Anfangs wurde die Kälte mittels Kompressionskältemaschinen erzeugt. Mit Beginn der 1990er Jahre erfolgte die Modernisierung durch Einbau von Absorptionskältemaschinen. Seit Ende Juni 2007 sorgt ein 3500 m³ Wasser fassender Kältespeicher für den optimalen Betrieb der Kälteerzeuger sowie die Spitzenlastdeckung an Hochsommertagen. Damit ist es möglich, auf die mit Elektroenergie angetriebenen Kältemaschinen weitgehend zu verzichten. Die Absorptionskältemaschinen werden mit der Abwärme des Heizkraftwerkes betrieben, die sonst ungenutzt über Kühltürme an die Umwelt abgegeben würde.
1998 startete das Fraunhofer-Institut für Umwelt-, Sicherheits- und Energietechnik in Gera ein Pilotprojekt, bei dem eine Dampfstrahlkältemaschine, die durch den Dampf des örtlichen Fernwärmenetzes angetrieben wird, in der Innenstadt ein Fernkältenetz mit 6 °C kaltem Wasser versorgt. Derartige Kältemaschinen fanden bislang nur in der industriellen Fertigung Anwendung. Zu Spitzenlastzeiten kann eine Kompressionskältemaschine zugeschaltet werden. Beide Maschinen stellen jeweils 600 kW, also zusammen 1,2 MW Kälteleistung zur Verfügung. 
In München wurde 2012 eine Fernkälteanlage am Westlichen Stadtgrabenbach im Untergeschoss des Stachus installiert. Die Fernkälte dient unter anderem der Klimatisierung des Einkaufszentrums Hofstatt. Im Jahr 2017 hatte das Münchener Innenstadtnetz eine Länge von gut 14 Kilometern zur Versorgung von knapp 30 Einzelhandels-, Wohn- und Bürohäusern mit einer Kälteerzeugungsleistung von 12 Megawatt. Es erfolgt ein weiterer Ausbau vor allem zwischen Odeonsplatz und Tal. Eine zweite Kältezentrale befindet sich unter der Herzogspitalstraße im Bau. Im Januar 2017 wurde zudem am Odeonsplatz mit den Arbeiten an einer dritten unterirdischen Fernkälteerzeugungsanlage begonnen. Im August 2022 ist das Fernkältenetz in München 22 km lang.
In Wien wird Kälte aus der Abwärme einiger Kraftwerke sowie einer Müllverbrennungsanlage erzeugt und unter Benutzung des Prinzips einer Absorptionskältemaschine über ein Fernkältenetz verteilt. Die sogenannte Rückkühlung erfolgt über den Donaukanal bzw. über Kühltürme. Derzeit werden mit dem 24 Kilometer langen Fernkältenetz der Wien Energie mit Hilfe von 21 Fernkältezentren etwa 180 Gebäude wie z. B. die Universität Wien, Spitäler, Hotels und Privatwohnungen versorgt. 2022 betrug die Kälteleistung 200 Megawatt, sie soll bis 2030 auf 350 Megawatt ausgebaut werden.
In Paris wird das Wasser der Seine zur Kühlung des je nach Angabe 90 bis 140 km langen Fernkältenetzes benutzt.